# Live from Mohegan Sun
Albums de Staind
Staind
(2011)
Live from Mohegan Sun est le premier album live du groupe américain de metal alternatif Staind paru le 12 juin 2012 chez Eagle Records.

## Liste des chansons
Toutes les chansons sont écrites et composées par Johnny April, Aaron Lewis, Mike Mushok.
| No  | Titre                   | Durée |
| --- | ----------------------- | ----- |
| 1.  | Eyes Wide Open          | 3:45  |
| 2.  | Falling                 | 4:37  |
| 3.  | Right Here              | 4:14  |
| 4.  | Throw It All Away       | 4:30  |
| 5.  | Spleen                  | 4:45  |
| 6.  | Fade                    | 4:18  |
| 7.  | Failing                 | 5:29  |
| 8.  | So Far Away             | 4:22  |
| 9.  | Crawl                   | 4:25  |
| 10. | For You                 | 3:51  |
| 11. | Paper Wings             | 4:21  |
| 12. | Outside                 | 5:08  |
| 13. | Not Again               | 4:26  |
| 14. | It's Been Awhile        | 4:27  |
| 15. | Mudshovel               | 5:21  |
| 16. | Something To Remind You | 6:00  |